# Kildare Castle
Kildare Castle er ruinen af en borg, der ligger i Kildare i County Kildare, Irland. Den blev opført 1100-tallet som en motte and bailey-fæstning af Richard de Clare, 2. jarl af Pembroke. Den eneste del af borgen som er bevaret over jorden er tårnet.